# Kirill Meretskov
Kirill Afanassievitch Meretskov (en russe : Кири́лл Афана́сьевич Мерецко́в ; 7 juin 1897 à Riazan - 30 décembre 1968 à Moscou) est un maréchal de l'Union soviétique. Ayant rejoint le Parti bolchevik en 1917, il servit dans l'Armée rouge à partir de 1920. Durant la guerre d'Hiver, il fut chargé de percer la ligne Mannerheim en tant que commandant de la 7e armée et fut distingué par le titre de héros de l'Union soviétique peu après.
Pendant la Seconde Guerre mondiale, Meretskov fut arrêté au début des hostilités sur le front de l'Est, mais fut libéré deux mois plus tard. Il reprit le commandement de la 7e armée et plus tard du front de Volkhov pendant le siège de Léningrad. Il commanda le front de Carélie à partir de février 1944 et se signala par l'offensive de Petsamo-Kirkenes. À partir d'avril 1945, il fut transféré au Front oriental, où il commanda un front lors de l'invasion soviétique de la Mandchourie. Pendant cette guerre, il atteignit le grade de maréchal de l'Union soviétique.

## Jeunesse et carrière
Meretskov est né dans le gouvernement de Riazan — actuellement dans l'oblast de Moscou —, au sud-est de Moscou. Ses parents étaient paysans et vivaient dans un petit village. Dès 1909 il travailla à l'usine, d'abord à Moscou, puis près de Vladimir. Il se joignit aux bolcheviks en août 1917, et devint chef d'état-major des Gardes rouges, troupes qui aidaient à l'organisation des villes. Pendant la guerre civile russe, il commanda un régiment, puis une division. En 1921 il fut diplômé de l'Académie militaire (qui devint l'Académie militaire Frounzé).
À partir de 1922, il reçut de nombreux commandements, d'abord celui d'une division de cavalerie, puis de diverses armées et de districts militaires. De septembre 1936 à mai 1937, Meretskov combattit avec les républicains pendant la guerre d'Espagne sous le pseudonyme de « général Pavlovich ». En 1939 il fut promu commandant du district militaire de Leningrad.

## Guerre d'Hiver

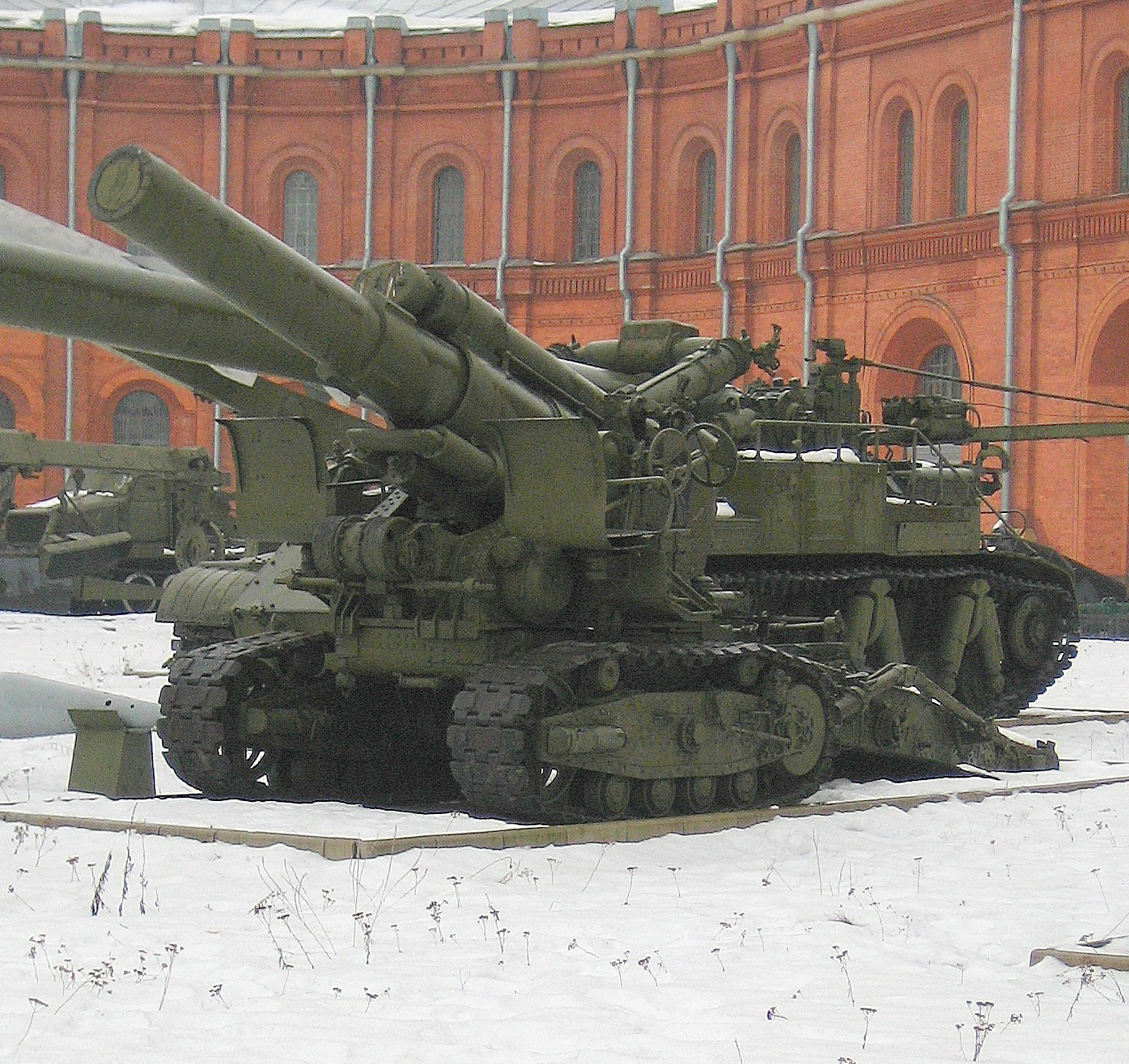
Un mortier Br-5 de 1939 exposé au Musée de l'artillerie de St Petersbourg

En novembre 1939, au début de la guerre d'Hiver, Kirill Meretskov initia les premières opérations contre les Finlandais en tant que commandant du district militaire de Leningrad. Cependant une grande sous-estimation des capacités défensives finlandaises, la taille de leurs forces, et parallèlement une surestimation des capacités de l'Armée rouge conduisirent à de graves défaillances dans la planification. Seulement cinq divisions de fusiliers furent chargées de l'assaut initial contre la Ligne Mannerheim et l'engagement désordonné des réserves n'eurent aucun effet. Meretskov échoua et le commandement fut transmis le 9 décembre 1939 à l'État-Major général, sous les ordres directs de Kliment Vorochilov (commandant), Nikolaï Guerassimovitch Kouznetsov, Joseph Staline et Boris Chapochnikov.
Le commandement de la 7e armée est alors confié à Meretskov. En janvier 1940, le district militaire de Leningrad est reformé et renommé « Front Nord-Ouest ». Semyon Timochenko est désigné chef de cette armée pour tenter de briser la ligne Mannerheim. Pour la prochaine offensive, l'État-Major renforça significativement la 7e armée, déploya la 13e Armée sur son flanc et déploya un support conséquent d'artillerie lourde auprès des deux armées, incluant des obusiers B-4 et des mortiers Br-5.
La nouvelle offensive soviétique commença en février 1940. L'artillerie lourde permit aux forces soviétiques de franchir la ligne Mannerheim. La 7e armée de Meretskov put prendre Vyborg. Moins de deux semaines après la signature du traité de Moscou, le 21 mars 1940, Meretskov reçut le titre de héros de l'Union soviétique. Après cela, Meretskov fut promu général d'armée et occupa la fonction de député-commissaire à la Défense. D'août 1940 à janvier 1941, il fut chef de l'État-Major général.

## Invasion de l'URSS
Le 22 juin 1941, Meretskov fut nommé conseiller permanent auprès de la Stavka. Malgré cela, il fut arrêté le 23 juin par le NKVD en tant que membre d'une supposée conspiration militaire anti-soviétique. Après avoir été interrogé et torturé, Meretskov plaida coupable. En septembre, il fut libéré et Staline le nomma commandant de la 7e armée, mais il était un des seuls membres supposés de la conspiration à avoir été épargné. Ses confessions furent utilisées contre d'autres officiers arrêtés en mai et juin 1941, et qui furent exécutés sur ordre de Lavrenti Beria près de Kouïbychev le 28 octobre 1941, ou jugés par le Conseil spécial du NKVD et exécutés le 23 février 1942.

### Victoire à Tikhvine
Meretskov fut nommé commandant de la 4e armée engagé à Leningrad face au Groupe d'armées Nord. Après avoir stoppé l'offensive allemande de Tikhvine, ses forces, soutenues par les 52e et 54e armées, contre-attaquèrent et repoussèrent les Allemands sur leurs positions de départ, reprenant Tikhvine le 10 décembre 1941. Cette victoire était le premier succès soviétique de grande échelle de la guerre. Cette bataille soutint aussi la bataille de Moscou, des forces allemandes significatives ayant subi une lourde usure en combattant dans les marais et les forêts entre Tikhvine et Tosno et n'ayant de fait pas pu tenir lors de la contre-attaque soviétique. En particulier, cette bataille bloqua deux divisions blindées et deux divisions motorisées et le groupe d'armées dans son ensemble dut subir de sérieuses pertes.
Durant cette contre-offensive, la Stavka chargea Meretskov d'organiser le nouveau front de Volkhov, unité qu'il commanda jusqu'en février 1944 (avec une interruption en mai et juin 1942).

### Défaite à Liouban
En janvier 1942, Meretskov lança une nouvelle offensive près de Liouban, afin de briser le siège de Leningrad et encercler d'importantes forces allemandes. La progression fut très lente, les forces allemandes s'étant retranchées, renforcées et n'étant plus trop étendues. En mars, les deux armées soviétiques tentant de clore l'encerclement n'étaient qu'à 25 km du but, mais ne purent avancer plus. Le 15 mars, les forces allemandes commencèrent une contre-offensive et coupèrent en deux la 2e Armée de choc. Les troupes soviétiques réussirent à restaurer les communications le 30 mars après de durs combats. Malgré cela, lorsque Meretskov fit son rapport à la Stavka, il omit de préciser que le couloir qui reliait la 2e Armée de choc au reste de son armée n'excédait pas 2 km de large, subissait constamment des attaques aériennes et d'artillerie, et que de plus sa capacité de transport était très faible.
 En conséquence, la Stavka ne retira pas la 2e Armée de choc alors qu'il en était encore temps. Pendant la fin avril et durant tout le mois de mai, le front de Volkhov fut temporairement sous les ordres du lieutenant-général Mikhaïl Khozine, chef du front de Leningrad, et Meretskov fut envoyé comme commandant en second sur le front occidental.
En mai 1942, la 2e Armée de choc subit un ravitaillement perturbé, et son moral baissa. Le 30 mai, les forces allemandes lancèrent une nouvelle offensive et la coupèrent à nouveau du reste des forces. Après qu'une partie des forces rompirent l'encerclement le 5 juin, le reste de l'armée fut détruit, 33 000 hommes furent capturés, le même nombre tué, et 10 000 hommes désertèrent.
Juste après la bataille, Meretskov désigna pour responsable le commandant de la 2e Armée de choc, Andreï Vlassov, qu'il avait lui-même recommandé pour ce poste en avril, une recommandation dont on trouve la trace dans ses mémoires d'après-guerre. Après que Vlassov se mit à collaborer avec les Allemands, il y eut quelques tentatives de mettre en cause cette demande. Meretskov porte une partie de la responsabilité de cette défaite en tant que commandant du front qui planifia l'opération et la dirigea. Khozine, le commandant du front de Leningrad, fut remplacé le 8 juin, perdit en grade et ne commanda plus de front. Il prit le commandement du district militaire de la Volga à partir de mai 1944. Meretskov, qui fut arrêté un an auparavant, savait que sa vie serait en jeu s'il acceptait la responsabilité de ce désastre.

### Levée du siège de Leningrad
Après la défaite de Liouban, Meretskov garda le commandement du front de Volkhov. Avec le nouveau commandant du front de Leningrad, Leonid Govorov, Meretskov planifia une nouvelle offensive pour lever le siège de Leningrad. Les fronts de Volkhov et Leningrad devaient rompre le blocus de la ville en éliminant les positions allemandes au sud du lac Ladoga, où seulement 26 km séparaient le front de Leningrad de celui de Volkhov. Cette position était surnommée le « col de bouteille ». Au même moment, les forces allemandes planifiaient l'opération Nordlicht pour capturer la ville et faire jonction avec les forces finlandaises. Pour mener à bien cette mission, d'importants renforts arrivèrent de Sébastopol, que les Allemands avaient capturé en juillet 1942. Les deux camps ignoraient les préparatifs de chacun. Ainsi l'offensive soviétique de Siniavino échoua et la 2e Armée de choc était décimée une seconde fois la même année, mais les Allemands subirent de lourdes pertes et annulèrent l'opération Nordlicht. Meretskov voulut lancer de nouvelles attaques locales, mais sa demande fut intégralement refusée par la Stavka, s'ajoutant à une critique formelle de sa conduite des opérations le 15 octobre 1942.

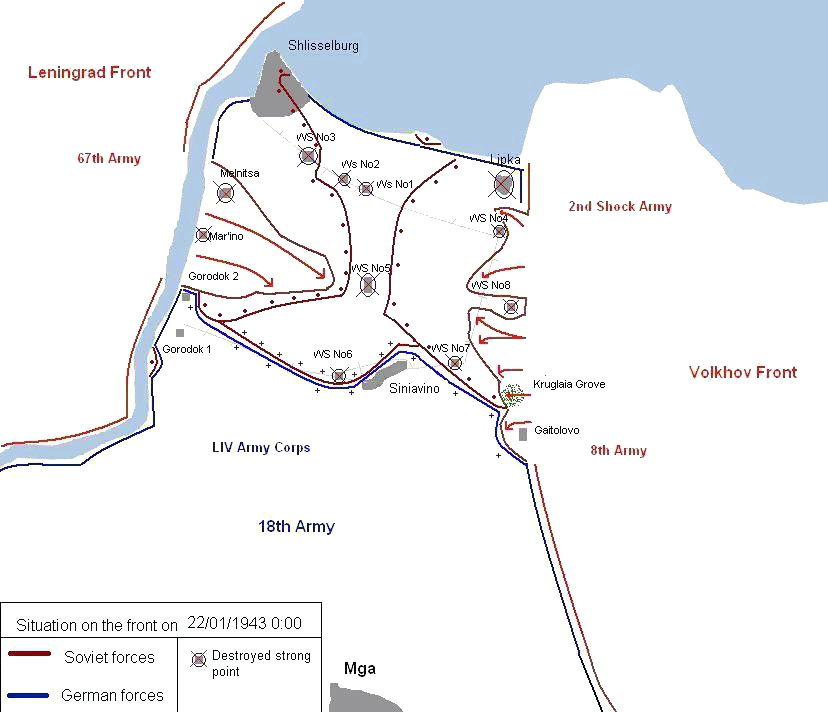
Opération Iskra, janvier 1943

Fin novembre 1942, Govorov commença à planifier une nouvelle opération pour rompre le blocus de Leningrad. Meretskov se joignit rapidement aux préparatifs. En décembre, le plan était approuvé par la Stavka et reçut le nom de code opération Iskra (étincelle). L’opération Iskra commença le 13 janvier 1943, le 18 janvier les forces soviétiques firent leur jonction, rompant le blocus. Le 22 janvier, la ligne de front était stabilisée. L'opération permit l'ouverture d'un couloir large de 8 à 10 km vers la ville. Une ligne de chemin de fer fut rapidement construite à travers le couloir et permit l'envoi de bien plus de ravitaillement que la « route de la Vie », écartant toute possibilité de capture de la ville et de jonction germano-finlandaise. Le 28 janvier Meretskov et Govorov reçurent l'ordre de Souvorov de 1re classe.
Les fronts de Leningrad et de Volkhov essayèrent de prolonger leur succès avec une opération offensive bien plus ambitieuse nommée opération Polyarnaya Zvezda (Étoile Polaire). Cette opération devait défaire de façon décisive le groupe d'armées Nord, mais ne permit que des gains modestes. Plusieurs autres offensives furent conduites par Meretskov dans la zone en 1943, permettant d'élargir progressivement le couloir, et obtenant d'autres légers gains territoriaux. En novembre 1943, Meretskov et Govorov planifièrent l'Offensive Leningrad-Novgorod qui visait à repousser le groupe d'armées Nord hors de la région et briser définitivement le siège de Léningrad.
L'offensive soviétique fut lancée le 14 janvier 1944. Le 1er mars les fronts de Leningrad, de Volkhov ainsi que le 2e Front de la Baltique avaient fait reculer le groupe d'armées Nord de 300 à 400 km, libérant le Sud de la région de Leningrad et une partie de la région de Kalinine. Meretskov et Govorov reçurent de nouveau l'ordre de Souvorov de 1re classe.

### Front de Carélie et Mandchourie
En février 1944, Meretskov fut transféré au front de Carélie. Il y participa à l'offensive de Viborg–Petrozavodsk. Son front libéra la ville de Petrozavodsk, mais échoua à pénétrer en Finlande. En octobre, Meretskov reçut l'ordre de nettoyer la ville de Petsamo, dans le nord de la Finlande, et de repousser l'armée allemande jusqu'en Norvège. Meretskov put solliciter sa connaissance de la guerre en milieu arctique et lança une offensive coordonnée nommée l'offensive de Petsamo-Kirkenes qui permit de faire reculer les Allemands. Après cette offensive, Meretskov fut promu au rang de maréchal de l'Union Soviétique le 26 octobre 1944.
Le nouveau commandement important de Meretskov se trouva en Mandchourie en 1945, où il devait commander le premier front d'Extrême-Orient pendant l'invasion soviétique de la Mandchourie, sous le commandement général d'Alexandre Vassilievski. Pour le récompenser de son rôle dans la victoire soviétique en Mandchourie, Meretskov fut décoré de l'ordre de la Victoire.

## Commandant et ministre assistant de la Défense
Après la guerre, Meretskov commanda jusqu'en 1955 de nombreux districts militaires, y compris le district militaire de Moscou en 1947-49. Il fut nommé ministre assistant de la Défense, poste qu'il conserva jusqu'en 1964. Cette année-là il fut nommé inspecteur-général du ministère de la Défense, un poste surtout honorifique. Meretskov décéda le 20 décembre 1968. L'urne contenant ses cendres est déposée dans la nécropole du mur du Kremlin.
Des rues de Moscou, Saint-Pétersbourg et Petrozavodsk portent son nom.